# Allium crispum
Allium crispum är en amaryllisväxtart som beskrevs av Edward Lee Greene. Allium crispum ingår i släktet lökar, och familjen amaryllisväxter. Inga underarter finns listade i Catalogue of Life.

## Bildgalleri

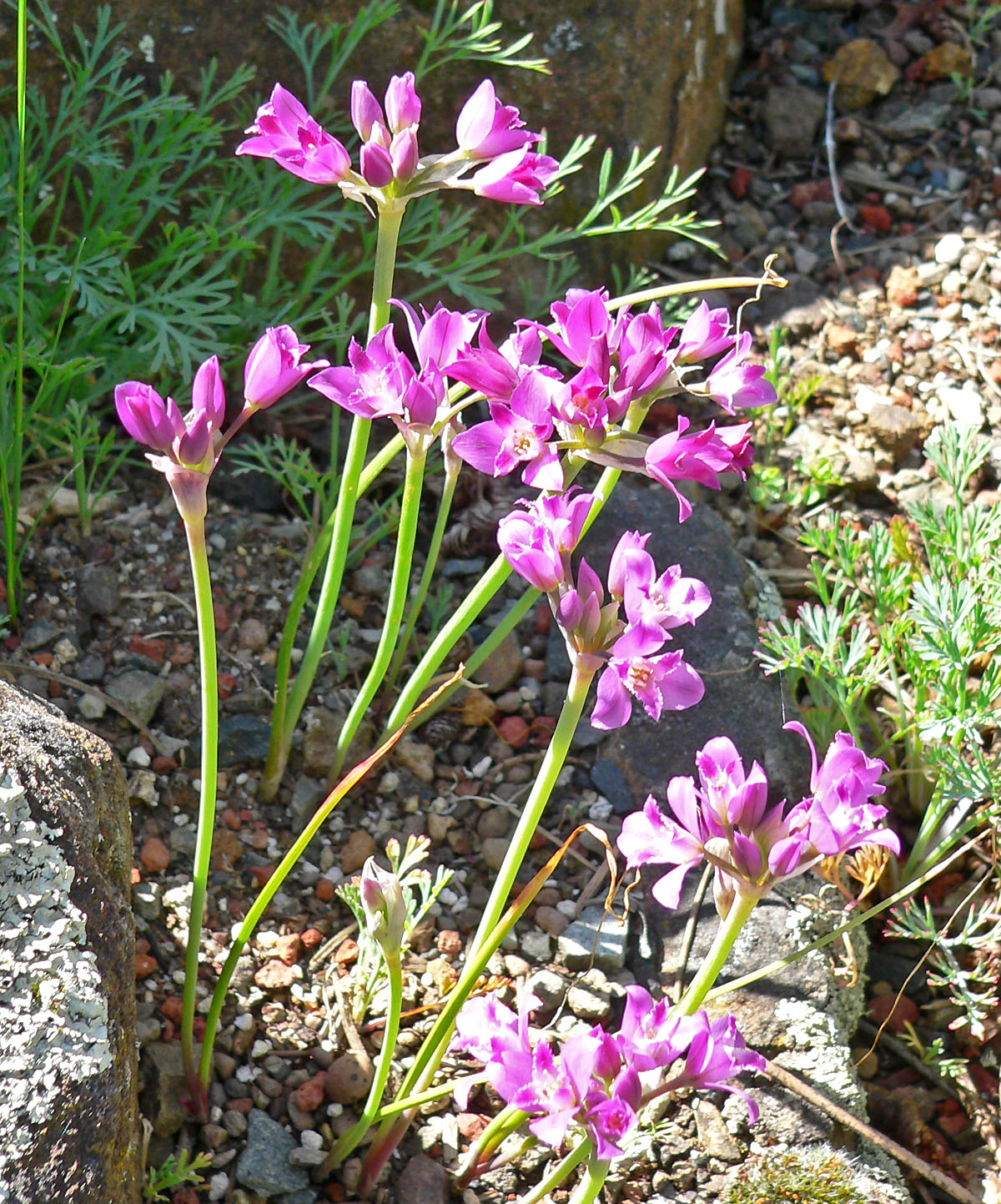
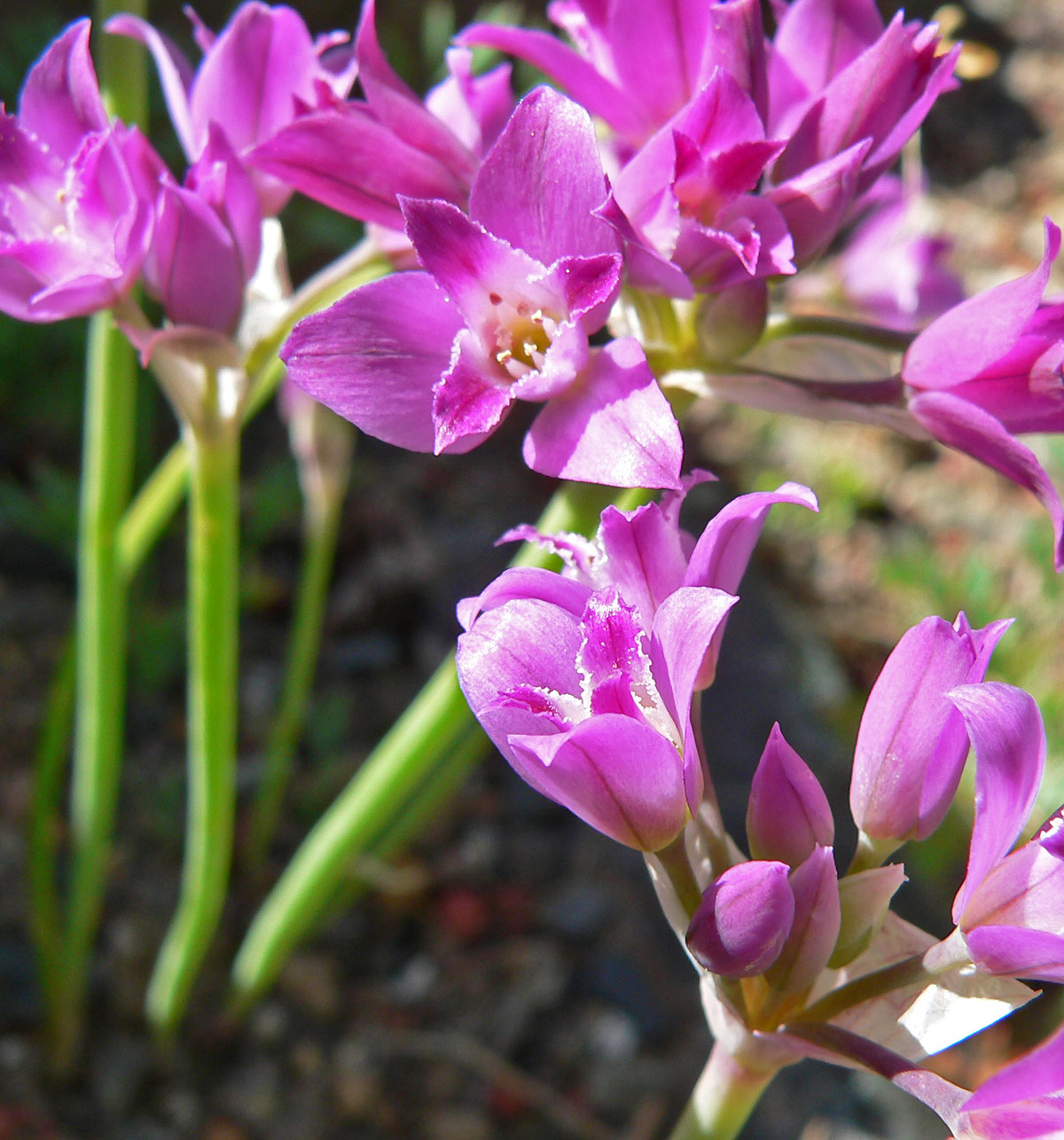
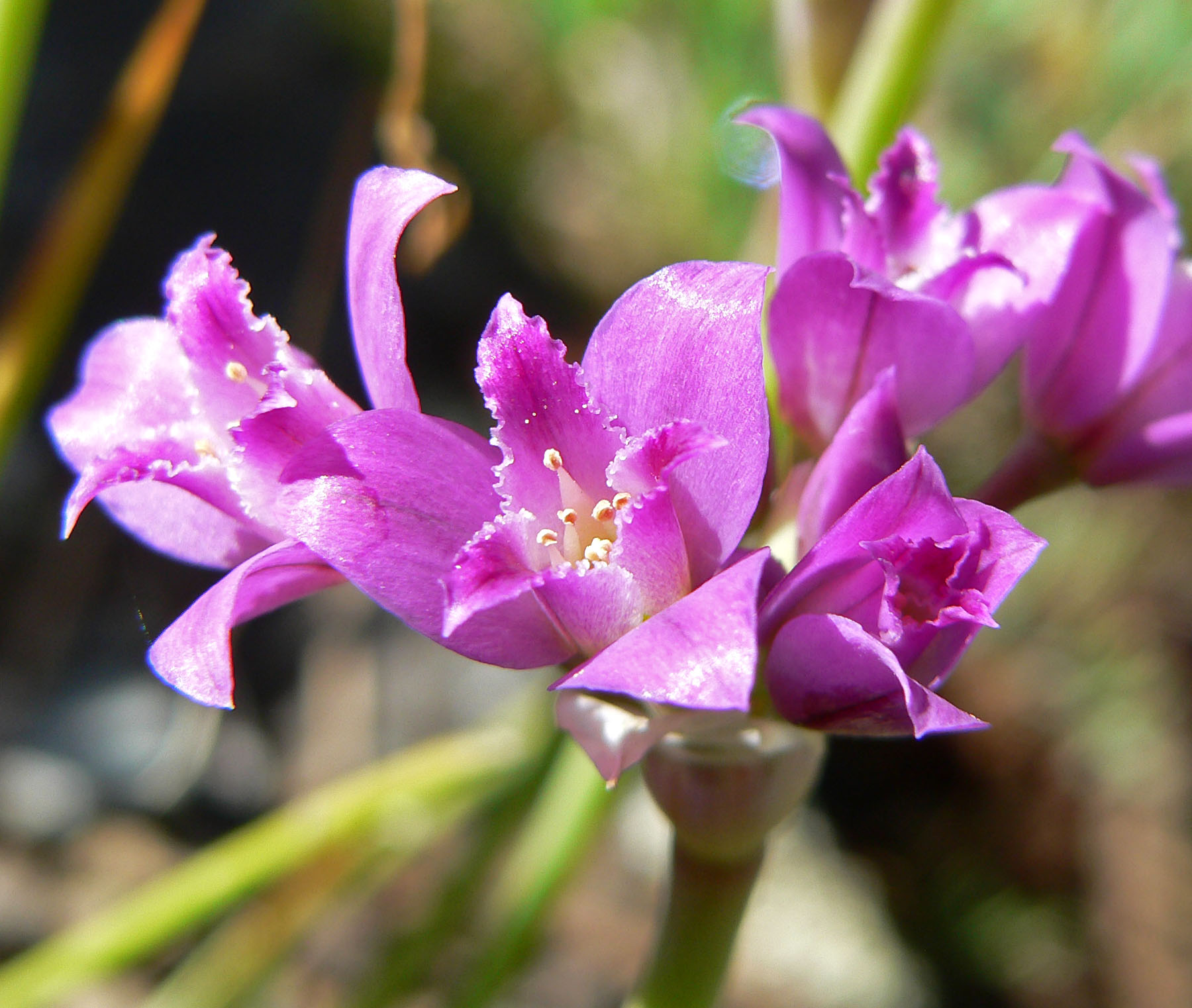
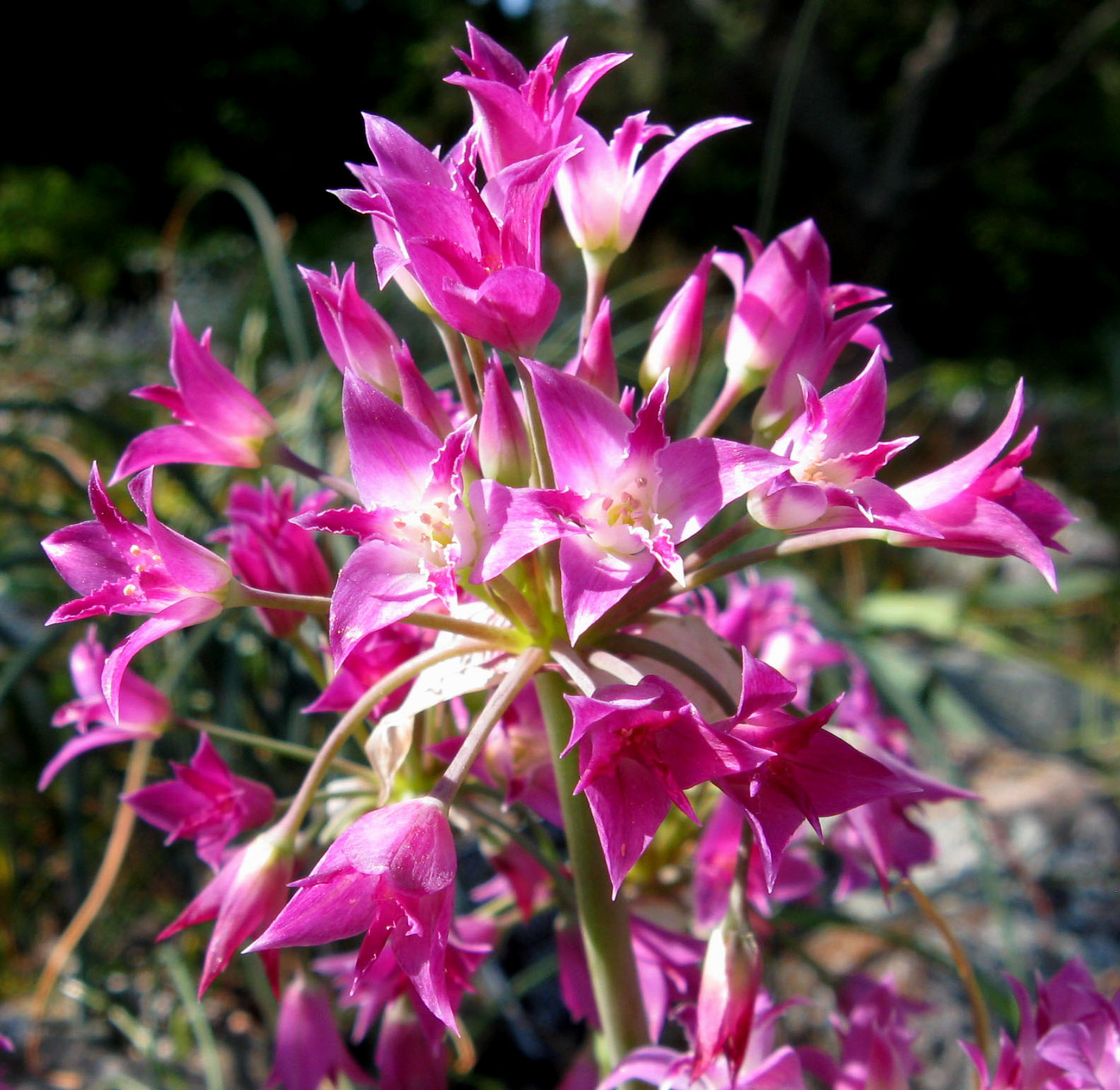